# Kasper Søndergaard
Kasper Søndergaard Sarup (Skive, 9 de junho de 1981) é um handebolista profissional dinamarquês, campeão olímpico.

## Carreira
Kasper Søndergaard fez parte do elenco medalha de ouro na Rio 2016.